# Остенде-Брюгге (аеропорт)
Аеропорт Остенде-Брюгге (нід. Internationale Luchthaven Oostende-Brugge) (IATA: OST, ICAO: EBOS) — міжнародний аеропорт розташований за 25 км від міста Брюгге, обслуговує також Остенде, Бельгія. Аеропорт розташований за 1 км від берега Північного моря, за 10 км від автостради E40.
Аеропорт використовується для чартерних та вантажоперевезень, а також для потреб бізнес-авіації і навчальних польотів.

## Історія
Під час Другої світової війни німецькі окупанти перенесли аеродром Остенде-Стіні на сучасну територію, за 5 км на північний захід від Остенде. Аеродром грав важливу роль в битві за Англію.
Після Другої світової війни аеропорт Raversijde-Middelkerke був перетворений в міжнародний аеропорт департаменту повітряного сполучення.
В 1992 році регіональний фламандський аеропорт був переданий фламандській громаді. Аеропорту дали нову назву: «Остенде-Брюгге міжнародний аеропорт».

## Авіалінії та напрямки

### Пасажирські
| Авіакомпанія    | Пункт призначення |
| --------------- | --- |
| Pobeda          | Москва-Внуково |
| TUI fly Belgium | Аліканте, Анталія, Барселона, Джерба, Енфіда, Ескішехір, Гран-Канарія, Хургада, Малага, Шарм-ель-Шейх, Тенерифе-Південний Сезонний: Альмерія, Бодрум, Бургас, Ханья, Корфу, Фару, Іракліон, Ібіца, Ізмір, Кос, Ніцца, Пальма-де-Мальорка, Родос, Варна |

### Вантажні
| Авіакомпанія   | Пункт призначення |
| -------------- | ----------------- |
| EgyptAir Cargo | Каїр              |

## Статистика
|                    | 2016    | 2015    | 2014    | 2013    | 2012    | 2011    | 2010    | 2009    | 2008    | 2007    | 2006    | 2005    |
| ------------------ | ------- | ------- | ------- | ------- | ------- | ------- | ------- | ------- | ------- | ------- | ------- | ------- |
| Вантажообіг (тонн) | 22 224  | 16 842  | 24 885  | 46 485  | 53 166  | 57 381  | 64 041  | 74 148  | 82 820  | 108 953 | 98 525  | 108 260 |
| Пасажирообіг       | 434 970 | 276 027 | 253 044 | 247 669 | 232 651 | 232 682 | 213 638 | 192 776 | 199 958 | 180 063 | 146 355 | 126 144 |
| Авіатрафік         | 24 183  | 26 412  | 27 378  | 25 674  | 28 689  | 37 555  | 37 875  | 37 356  | 33 298  | 27 632  | 26 850  | 25 132  |